# Frauke Eickhoff
Frauke Eickhoff (Celle, 24 de octubre de 1967) es una deportista alemana que compitió en judo. Ganó una medalla de oro en el Campeonato Mundial de Judo de 1991 y tres medallas en el Campeonato Europeo de Judo entre los años 1988 y 1992.

## Palmarés internacional
| Representando a la RFA   |                        |                   |           |
| Campeonato Europeo       |                        |                   |           |
| Año                      | Lugar                  | Medalla           | Categoría |
| 1988                     | Pamplona (España)      | Medalla de bronce | –61 kg    |
| Representando a Alemania |                        |                   |           |
| Campeonato Mundial       |                        |                   |           |
| Año                      | Lugar                  | Medalla           | Categoría |
| 1991                     | Barcelona (España)     | Medalla de oro    | –61 kg    |
| Campeonato Europeo       |                        |                   |           |
| Año                      | Lugar                  | Medalla           | Categoría |
| 1991                     | Praga (Checoslovaquia) | Medalla de plata  | –61 kg    |
| 1992                     | París (Francia)        | Medalla de plata  | –61 kg    |